# Зуев, Сергей Васильевич
Зуев Сергей Васильевич (род. 12 сентября 1971) — российский ученый, доктор юридических наук, профессор Южно-Уральского государственного университета (национального исследовательского университета); профессор Челябинского государственного университета, член Международной ассоциации содействия правосудию; профессор, подполковник милиции в отставке; член-корреспондент РАЕ; член редакционного совета журнала «Ex jure»; заместитель главного редактора, член редакционного совета, редактор раздела журнала «Правопорядок: теория, история, практика», эксперт Федерального реестра экспертов научно-технической сферы.

## Биография
С 1992 по 1994 гг. работал следователем в г. Челябинске.
В 1998 с отличием окончил Челябинский юридический институт МВД России.
С 1998 по 2011 гг. работал в Челябинском юридическом институте МВД России, где прошёл путь от преподавателя до начальника кафедры уголовного процесса.
В 2002 г. завершил обучение в адъюнктуре Омской академии МВД России.
В 2002 г. защитил кандидатскую диссертацию по специальности 12.00.09 на тему «Информационное обеспечение уголовного процесса».
В 2005 г. получил учёное звание доцента по кафедре «Уголовный процесс" Челябинского юридического института МВД России].
В 2010 г. в совете Московской академии экономики и права успешно защитил докторскую диссертацию на тему «Теоретические и прикладные проблемы совершенствования уголовного преследования по делам о преступлениях, совершаемых организованными группами и преступными сообществами (преступными организациями)».
В 2011 г. принят на должность профессора кафедры права Троицкого филиала Челябинского государственного университета.
С 2011 по 2016 гг. работал в Южно-Уральском государственном университете (национальном исследовательском университете) в качестве заведующего кафедрой уголовно-правовых дисциплин.
В 2016 г. возглавил кафедру правоохранительной деятельности и национальной безопасности в Южно-Уральском государственном университете (национальном исследовательском университете).
В 2022 г. перешел на должность профессора в Южно-Уральском государственном университете (национальном исследовательском университете).
С 2023 г. работает профессором в Челябинском государственном университете.
В 2024 году присвоено ученое звание профессора по специальности "Уголовно-правовые науки".
За время службы в правоохранительных органах был награждён:
- Медалью «За отличие в службе» I степени (2003);
- Медалью «За отличие в службе» II степени (2005);
- Медалью «За отличие в службе» III степени (2010);
- Ценным подарком Министра внутренних дел Российской Федерации (2004);
- Грамотой главы города Челябинска (2005);
- Знаком «За верность долгу» (2006).

Лауреат Международного конкурса «Лучшая научная книга в гуманитарной сфере — 2018. 
Основатель и руководитель научного направления: Развитие информационных технологий в уголовном судопроизводстве (РИТВУС). 
Инициатор и разработчик основ теории электронных доказательств в уголовном процессе.
Главный редактор книжной серии, вышедшей в издательстве Юрлитинформ, посвященной вопросам цифровизации судопроизводства, применения цифровых технологий в расследовании преступлений.
Автор более 200 научных работ, из которых 50 опубликовано в журналах, рекомендуемых Высшей аттестационной комиссией при Министерстве науки и высшего образования Российской Федерации.
Результаты научных исследований внедрены и используются более чем в 40 правоохранительных органах Российской Федерации.
Научный руководитель 3 кандидатов юридических наук, успешно защитивших диссертации.

## Основные труды
1. Уголовно-процессуальные и оперативно-розыскные средства противодействия организованной преступности: монография. Челябинск: Челябинский юридический институт МВД России, 2007. 292 с.
2. Уголовное судопроизводство по делам о преступлениях, совершаемых организованными преступными формированиям: монография. М.: Юрлитинформ, 2008. 336 с.
3. Уголовное преследование по делам о преступлениях, совершаемых организованными группами и преступными сообществами (преступными организациями): монография. Челябинск: Челябинский юридический институт МВД России, 2010. 274 с.
4. Противодействие организованной преступности в России и за рубежом: монография. М.: Юрлитинформ, 2013. 176 с.
5. Глава 32.1. Дознание в сокращенной форме / Комментарий к Уголовно-процессуальному кодексу Российской Федерации / [А.С. Александров и др.]; науч. ред.: В.Т. Томин, М.П. Поляков. 7-е изд., перераб. и доп. М.: Юрайт, 2014. С. 516-515.
6. Уголовный процесс: учебник. Челябинск: Издательский центр ЮУрГУ, 2016. 563 с. (в соавторстве Сутягин К.И.).
7. Развитие информационных технологий в уголовном судопроизводстве: монография / под ред. С.В. Зуева. М.: Юрлитинформ, 2018. 248 с. (в соавторстве Григорьев В.Н. и др.).
8. IT-справочник следователя / под ред. С.В. Зуева. М.: Юрлитинформ. 2019. 232 с. (в соавторстве Вехов В.Б. и др.).
9. Основы теории электронных доказательств: монография / под ред. С.В. Зуева. М.: Юрлитинформ. 2019. 400 с. (в соавторстве Григорьев В.Н. и др.).
10. Информационные технологии в уголовном процессе зарубежных стран монография / под ред. С.В. Зуева. М.: Юрлитинформ. 2020. 216 с. (в соавторстве Зайцев О.А. и др.).
11. Электронные доказательства в уголовном судопроизводстве: учебное пособие; отв. ред. С.В. Зуев. М.: Юрайт. 2020. 193 с. Гриф УМО ВО. (в соавторстве Вехов В.Б. и др.).
12. Цифровизация судопроизводства. Научно-практический (постатейный комментарий правовых актов; под ред. С.В. Зуева. М.: Юрлитинформ. 2020. 320 с. (в соавторстве Григорьев В.Н. и др.).
13. Основы оперативно-розыскной деятельности: учебное пособие; М.: Юрайт. 2020. 191 с. Гриф УМО ВО.
14. Цифровая криминалистика: учебник; под ред. В.В. Вехова, С.В. Зуева. М.: Юрайт. 2021. 417 с. Гриф УМО ВО. (в соавторстве Вехов В.Б. и др.).
15. Расследование преступлений в сфере компьютерной информации и электронных средств платежа: учебное пособие; отв. ред. С.В. Зуев. М.: Юрайт. 2021. 243 с. Гриф УМО ВО. (в соавторстве Вехов В.Б. и др.).
16. Электронное правосудие: монография: под ред. Е.В. Бурдиной, С.В. Зуева. М.: РГУП. 2021. 327 с. (в соавторстве Бурдина Е.В. и др.).
17. Использование искусственного интеллекта при выявлении, раскрытии, расследовании преступлений и рассмотрении уголовных дел в суде / под ред. С.В. Зуева, Д.В. Бахтеева. М.: Юрлитинформ. 2022. 216 с.
18. Высокотехнологичный уголовный процесс: монография / под ред. С.В. Зуева, Л.Н. Масленниковой. М.: Юрлитинформ. 2023. 216 с..
19. Организация расследования преступлений: учебник / С.В. Зуев, В.А. Задорожная, О.В. Овчинникова. М.: Юрайт. 2023. 223 с. Гриф УМО ВО.